# 実録
実録（じつろく）は、広義では単なる事実の記録であるが、史学における狭義では、歴史書の編纂の上で君主の言行を記録した書を指す。つまり漢字文化圏における皇帝・王者の公式な一代記である。本項では、狭義の実録を説明する。

## 概要

### 中国の実録
中国には起居注といって史官が皇帝の言行録を留める制度があり、『旧唐書』経籍志からは、古くは『漢献帝起居注』や晋・宋・後魏の時代の起居注などがあったことがわかる。この起居注を中心的な史料として、皇帝が崩御した後に正式な書としてまとめたのが実録であり、その起源は南北朝時代のころであるとされ、『旧唐書』経籍志には『梁皇帝実録』などの記録が見える。この『梁皇帝実録』は梁の武帝の事績を記したものだという。しかし、その編纂の制度が盛んになったのは唐代になってからであり、同じ皇帝に対して複数の実録が撰録されることもあり、房玄齢撰『高祖実録』、房玄齢撰『太宗実録』、長孫無忌撰『太宗実録』、許敬宗撰『高宗実録』、武則天撰『高宗実録』など枚挙に暇がない。さらに、実録を元にして各王朝の史書、つまり正史が作られることとなる。
現存する実録としては、唐の『順宗実録』（編纂者韓愈の『韓昌黎集』外集に収録）と北宋の『太宗実録』（元80巻、現存20巻）が見られるほか、『明実録』（13部、3045巻）と『清実録』（12部、4403巻）を見ることが出来る。明・清の実録は、ともに影印出版されているため便利である（『大明実録』、1942年・『大清歴朝実録』、1937年）。

### 朝鮮の実録
朝鮮の実録に関する最初の記録は、高麗朝の8代顕宗の時代に編纂され始め、9代徳宗の時代に完成された、先代の七代実録である。これは、遼との戦争の間に失われた初代太祖から7代穆宗までの記録を復元するため開始されたものである。
高麗の実録製作体系は、中国とは異なる五大編制であった。徳宗以後も実録が編纂され、21代の帝王の実録が記録に確認されているが、顕宗などのものは確認されていない。これら『高麗王朝実録』は1592年、文禄の役のさなかにすべて失われた。
李氏朝鮮では朝鮮王朝実録を編纂し、初代太祖から25代哲宗まで総計1984巻が李朝のそれまでの全時代にわたる記録として残されており、大韓民国のソウル大学が保管・研究をしている。
大韓帝国の高宗・純宗の実録は、日韓併合の後、朝鮮総督府によって編纂された。この両実録には近代の詔書・勅令・法律・条約文などが網羅されているが、当時の日本に反した活動に関する内容などは含まれず、他の実録の編纂規例とも合致しないことから、正統な朝鮮王朝実録に含めない場合が多く、韓国指定国宝や世界の記憶からも除外されている。

### 日本の実録
日本で編纂された正史で「実録」の名称が付されているものとしては、六国史の『日本文徳天皇実録』や『日本三代実録』がある。ただし、仁明天皇1代のみを扱った『続日本後紀』の方が体裁としては実録に近く、一方『三代実録』では清和天皇以後3代の天皇が扱われるなど、当時日本において「実録」がどのように理解されていたかについては不明な部分もある。坂本太郎の主張によれば、『続日本後紀』が事実上の仁明天皇の一代記となった上に、「紀」の上に冠する言葉が尽きてしまったので、便宜上から書名に「実録」という言葉を使っただけのことで、特に内容や編集方針について中国の実録からの影響は皆無とまでは言わないがそれほど顕著でもない、という。
江戸幕府の史書『御実紀』（通称『徳川実紀』）は、『日本文徳天皇実録』『日本三代実録』『順宗実録』や明・清代の実録を参考に編纂されている。編者の林述斎と成島司直は若年寄堀田正敦への書状に、「実録」は和漢でも天子にのみ用いられる用語であるから憚って「御実紀」とした旨を述べているが、その実態上においては江戸時代の日本国の為政者の実録集と言える。
明治以後、孝明天皇から代々の天皇の実録が宮内省で作られており、この事業は現在の宮内庁にも継承されている。『孝明天皇紀』『明治天皇紀』は完成後にその存在が公にされたが、大正天皇に関する『大正天皇実録』全85巻は1927年（昭和2年）から1937年（昭和12年）にかけて編纂されていたものの、長らく公表されず宮内庁において情報公開の対象外とされていた。2001年（平成13年）になって、情報公開・個人情報保護審査会が非公開を不当とする判断を下し、宮内庁も編纂の事実を認めた。このため、翌2002年（平成14年）、2003年（平成15年）および2008年（平成20年）に第48巻以降が、また第1巻から47巻までが2011年（平成23年）に一部黒塗りで公開された。
『昭和天皇実録』も宮内庁によって編纂が進められ、2014年（平成26年）に編纂が完了して同年8月21日に第125代天皇上皇明仁に奉呈されたことが宮内庁より公表され、翌2015年（平成27年）より5年間かけて順次刊行されることとなった。

### ベトナムの実録
阮朝は、1844年から1935年にかけて『大南寔録』を編纂し、その範囲は広南阮氏時代（16世紀）から啓定帝（1885年 – 1925年）に至る。明命帝の皇后の諱「実」を避諱して、「寔」字が用いられた。